# Karl von Plettenberg
Karl von Plettenberg (Neuhaus, 18 dicembre 1852 – Bückeburg, 10 febbraio 1938) è stato un generale tedesco.

## Biografia
Karl von Plettenberg apparteneva ad un'antichissima famiglia baronale prussiana. Entrato nell'esercito in gioventù come secondo luogotenente, venne nominato successivamente aiutante di campo dell'Imperatore e da allora iniziò la sua scalata nei gradi dell'arme.
Egli combatté in particolar modo durante la prima guerra mondiale, distinguendosi nella Battaglia di San Quintino il 29 agosto 1914, venendo nominato quello stesso anno generale e ottenendo il controllo generale della guardia. Ritirandosi successivamente a vita privata a Bückeburg, morì nel 1938.
Suo figlio Kurt von Plettenberg, fu plenipotenziario della casa reale e fu tra i principali fautori della resistenza del 1944.